# تظاهرات دانشجویی ۲۰ تیر ۱۳۷۸ تبریز
در پی تظاهرات دانشجویان تهران در اعتراض به توقیف روزنامه سلام و تصویب قانون جدید مطبوعات در ۱۸ تیر ۱۳۷۸، انصار حزب‌الله به داخل کوی دانشگاه و خوابگاه‌های دانشجویی رفته و صدها نفر را بازداشت کردند. این اقدام به اعتراضات گسترده و چند روزه دانشجویان و مردم در تهران و شهرستان‌ها انجامید. در دانشگاه تبریز نیز در بیستم تیرماه ۱۳۷۸ درگیری‌های گسترده‌ای روی داد که به کشته شدن محمدجواد فرهنگی انجامید.

## تظاهرات دانشجویی ۲۰ تیر ۱۳۷۸ تبریز
به فاصله دو روز از واقعه کوی دانشگاه تهران، به درخواست انجمن اسلامی دانشجویان دانشگاه تبریز و علوم پزشکی برای برگزاری برنامه‌ای در واکنش به تعطیلی روزنامه سلام و اتفاقات کوی دانشگاه تهران، تجمعی از ساعت ۱۰ صبح برگزار شد. دانشجویان با شعارهای "خاتمی خاتمی حمایتت می‌کنیم" و "وای اگر خاتمی حکم جهادم دهد" "نیروی انتظامی ننگت باد" قصد داشتند از درب بانک تجارت به طرف درب اصلی حرکت کرده و از آنجا تجمع را به بیرون دانشگاه منتقل کنند که با حضور گسترده یگان ضد شورش و لباس شخصی‌ها تجمع به خشونت کشید. ظاهراً برخی از طلاب حزب‌اللهی طلبه‌خانه ولی‌عصر تبریز نیز که از در اصلی دانشگاه تبریز چندصد متر بیشتر فاصله ندارد برای سرکوب دانشجویان آمده بودند. فرماندار وقت، خورشیدی برای آرام کردن دانشجویان به دانشگاه تبریز می‌رود تا جلوی خروج دانشجویان از درب اصلی دانشگاه به طرف بلوار ۲۹ بهمن را بگیرد. حدود ساعت ۲ بعد از ظهر دانشجویان وارد بلوار ۲۹ بهمن می‌شوند و با حمله لباس شخصی‌های حوزه ۲ بسیج شهری درگیری شروع می‌شود. دانشجویان زخمی را برای مداوا به بیمارستان امام خمینی منتقل می‌کنند که در آنجا نیز به دانشجویان زخمی حمله می‌شود. در درگیری‌های صورت گرفته فرزند آیت‌الله میرزا علی بستان آبادی، طلبه محمدجواد فرهنگی نیز با اصابت گلوله سلاح کمری از سوی فرد ناشناسی کشته می‌شود.